# Cabezas del Villar
Cabezas del Villar è un comune spagnolo di 455 abitanti situato nella comunità autonoma di Castiglia e León.